# ویلیام دی لانگ شانپ
ویلیام دو لانگ‌شانپ  (درگذشته ۱۱۹۷) یک لرد صدراعظم قرون وسطایی، رئیس دادگاه و اسقف الی در انگلستان بود. او که در یک خانواده متواضع در نرماندی به دنیا آمد، پیشرفت خود را مدیون لطف سلطنتی بود. اگرچه نویسندگان معاصر پدر لانگ‌شانپ را متهم می‌کردند که پسر یک دهقان است، اما او زمین را به عنوان یک شوالیه نگه داشت. لانگ چمپ ابتدا به پسر نامشروع هنری دوم جفری خدمت کرد، اما به سرعت به خدمت ریچارد اول، وارث هنری منتقل شد. زمانی که ریچارد در سال ۱۱۸۹ به پادشاهی رسید، لانگ‌شامپ ۳۰۰۰ پوند برای منصب صدراعظم پرداخت کرد و به زودی به سمت اریکه یا اسقف اعظم الی منصوب شد و توسط پاپ به عنوان نماینده منصوب شد.
لانگ چمپ در حالی که ریچارد در جنگ صلیبی سوم بود بر انگلستان حکومت می‌کرد، اما اقتدار او توسط برادر ریچارد، جان، به چالش کشیده شد، که در نهایت موفق شد لانگ چامپ را از قدرت و از انگلستان بیرون کند. روابط لانگ چمپ با دیگر اشراف برجسته انگلیسی نیز تیره شد و همین امر به درخواست برای تبعید او کمک کرد. اندکی پس از خروج لانگ چمپ از انگلستان، ریچارد در سفر خود از جنگ صلیبی به انگلستان دستگیر شد و توسط هنری ششم، امپراتور مقدس روم، برای باج گرفتن بازداشت شد. لانگ چمپ به آلمان سفر کرد تا به مذاکره برای آزادی ریچارد کمک کند. اگرچه لانگ چمپ پس از بازگشت ریچارد به انگلیس، مقام صدراعظم را دوباره به دست آورد، اما بسیاری از قدرت سابق خود را از دست داد. او در طول زندگی حرفه‌ای خود خصومت زیادی را در میان معاصران خود برانگیخت، اما اعتماد ریچارد را حفظ کرد و تا زمان مرگ اسقف در سال ۱۱۹۷ توسط پادشاه استخدام شد. لانگ‌چمپ رساله‌ای دربارهٔ قانون نوشت که در قرون وسطی متأخر به خوبی شناخته شده بود.

## یادداشت ها
1. ↑  Sometimes known as William Longchamp or William de Longchamps